# Karsin (gemeente)
De gemeente Karsin is een landgemeente in het Poolse woiwodschap Pommeren, in powiat Kościerski.
De gemeente bestaat uit 11 administratieve plaatsen solectwo: Bąk, Borsk, Cisewie, Dąbrowa, Górki, Karsin, Osowo, Przytarnia, Wdzydze Tucholskie, Wiele, Zamość
De zetel van de gemeente is in Karsin.
Op 30 juni 2004 telde de gemeente 5897 inwoners.

## Oppervlakte gegevens
De gemeente heeft een oppervlakte van 169,2 km², waarvan:
- agrarisch gebied: 38%
- bossen: 48%

De gemeente beslaat 14,51% van de totale oppervlakte van de powiat.

## Demografie
Stand op 30 juni 2004:
| Omschrijving                   | Totaal | Totaal | Vrouwen | Vrouwen | Mannen | Mannen |
| ------------------------------ | ------ | ------ | ------- | ------- | ------ | ------ |
| eenheid                        | aantal | %      | aantal  | %       | aantal | %      |
| inwoners                       | 5897   | 100    | 2992    | 50,7    | 2905   | 49,3   |
| bevolkingsdichtheid (inw./km²) | 34,9   | 34,9   | 17,7    | 17,7    | 17,2   | 17,2   |

## Aangrenzende gemeenten
Brusy, Czersk, Dziemiany, Kościerzyna, Stara Kiszewa